# The Dangermen Sessions Vol. 1
The Dangermen Sessions Vol. 1 è un album discografico di cover del gruppo musicale ska/pop britannico Madness, pubblicato nel 2005. In questo album il gruppo usa l'alter ego The Dangermen.

## Tracce
1. This Is Where – 0:30 (Cathal Smyth, Mike Barson, Mark Bedford, Graham McPherson)
2. Girl Why Don't You? – 3:05 (Cecil Campbell)
3. Shame & Scandal – 2:52 (Lord, Pinard)
4. I Chase the Devil A.K.A. Ironshirt – 3:20 (Max Romeo, Lee Perry)
5. Taller Than You Are – 2:27 (Abraham)
6. You Keep Me Hanging On – 3:08 (Brian Holland, Lamont Dozier, Eddie Holland)
7. Dangerman A.K.A. High Wire – 2:42 (Edwin Astley)
8. Israelites – 3:03 (Desmond Dekker, Leslie Kong)
9. John Jones – 3:28 (Derrick Herriot)
10. Lola – 3:21
11. You'll Lose a Good Thing – 2:42 (Huey P. Meaux, Barbara Lynn Ozen)
12. Rain – 2:56 (José Feliciano)
13. So Much Trouble in the World – 3:44 (Bob Marley)

## Formazione
- Graham McPherson (Suggs) – voce
- Mike Barson - tastiere
- Cathal Smyth (Chas Smash) – cori, voce
- Chris Foreman – chitarra
- Lee Thompson – sassofono
- Daniel Woodgate (Woody) - batteria
- Mark Bedford (Bedders) - basso